# Богић Богићевић
Богић Богићевић (Угљевик, 15. маја 1953) бивши је југословенски и босанскохерцеговачки политичар.

## Биографија
Рођен је 15. маја 1953. у Угљевику.
Богићевић је постао члан Председништва СФРЈ у мају 1989. године, а 1990. године изабран је за председника Савета за заштиту уставног поретка. У марту 1991. године, када је Председништво СФРЈ одлучивало да ли ће подржати предлог врха ЈНА о увођењу ванредног стања у земљи, Богићевић је својим гласом спречио изгласавање такве одлуке. На функцији члана Председништва био је до јесени 1991. У наредном периоду, био је посланик у Представничком дому Парламента СР БиХ, потпредседник Социјалдемократске партије Босне и Херцеговине, и председник Олимпијског комитета Босне и Херцеговине.
Као кандидат СДП-а Босне и Херцеговине, 20. новембра 2020. прихватио је кандидатуру за градоначелника Сарајева.